# Spizellomyces kniepii
Spizellomyces kniepii är en svampart som beskrevs av A. Gaertn. ex D.J.S. Barr 1984. Spizellomyces kniepii ingår i släktet Spizellomyces och familjen Spizellomycetaceae.   Inga underarter finns listade i Catalogue of Life.